# Байбарак
Байбарак (з тюркських мов — різновид багатого грубого сукна) — верхнє давнє чоловіче і жіноче осінньо-зимове вбрання, подібне до сардака й петека. Шили у багатьох селах Коломийщини з домашнього битого сукна чорного чи сірого кольорів, без клинів, з кольоровими або однобарвними нашиттями зі шнурів та волічкових китиць па грудях.
Байбарак носили до 1950-х мешканці сіл Коломийщини. Це був досить теплий і міцний одяг, але не зручний[джерело?]. У КМНМГП[розшифрувати абревіатуру] зберігається понад 60 байбараків з сіл Великого Ключова, Вербіжа, Гвіздця, Замулинців, Кийданча, Княждвора, Корпича, Печеніжина, Підгайчиків, Сопова та Ценяви.